# 福岡県道66号桂川下秋月線
福岡県道66号桂川下秋月線（ふくおかけんどう66ごう けいせんしもあきづきせん）は、福岡県嘉穂郡桂川町から朝倉市に至る県道（主要地方道）である。

## 概要
嘉穂郡桂川町大字寿命（じゅめい）から朝倉市秋月に至る。朝倉市と嘉麻市の間の峠はかつては白坂峠と呼ばれていた。しかし、現在では峠の朝倉側のすぐ先から冷水峠の方へと分岐する福岡県道438号白川桑曲線が開通し、この道の朝倉市と朝倉郡筑前町との境界にある峠の呼称となっている。この白坂峠の嘉麻市側では、遠賀川支流の泉河内川の谷沿いの道が旧道であり、白坂隧道を通り、川の対岸である飯塚市にも入っていたが、嘉麻市側に新しくバイパスが開通し、今ではこちらが県道として指定されている。旧道のうち、白坂隧道とそれより朝倉方面への1,727 mの区間は土砂崩れの恐れがあるため通行止めとなっており、南京錠の掛けられたフェンスで固く封鎖されている。
なお本道は、江戸時代には秋月から飯塚へ向かう秋月街道の脇道で白坂越と呼ばれていた。嘉麻郡や穂波郡（あわせて現在の嘉穂郡）に藩領を持ち、藩外との輸送に遠賀川の水運を活用していた秋月藩の藩政にとっては非常に重要な道であった。秋月藩の参勤交代では八丁峠から秋月街道をまっすぐ小倉まで行くのではなく、この道から長崎街道へと入るルートを通行していた。

### 路線データ
- 起点：福岡県嘉穂郡桂川町大字寿命（寿命交差点、国道200号交点）
- 終点：福岡県朝倉市秋月（国道322号旧道交点、福岡県道80号甘木朝倉田主丸線起点）
- 総延長：20.5 km

## 歴史
- 1993年（平成5年）5月11日 - 建設省から、県道桂川下秋月線が桂川下秋月線として主要地方道に指定される[1]。

## 路線状況

### 重複区間
- 福岡県道444号豆田稲築線（嘉穂郡桂川町大字土居・土居交差点 - 嘉穂郡桂川町大字土居・桂川町役場前交差点）
- 福岡県道90号穂波嘉穂線（嘉穂郡桂川町大字土師）
- 国道322号バイパス（朝倉市秋月）

### 道路施設

#### 橋梁
- 古賀の前橋（浦川、嘉穂郡桂川町）

#### トンネル
- 秋月隧道：延長111 m、1931年（昭和6年）竣工、朝倉市

## 地理

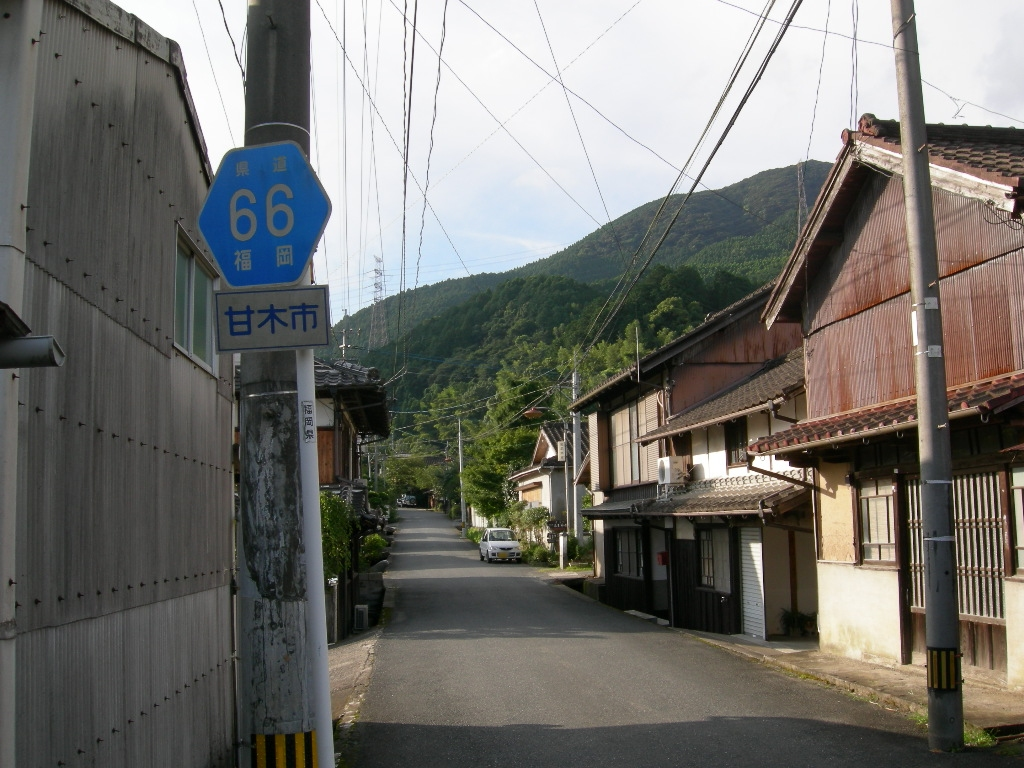
福岡県道66号桂川下秋月線（福岡県朝倉市秋月）

### 通過する自治体
- 嘉穂郡桂川町
- 嘉麻市
- 朝倉市

### 交差する道路
| 交差する道路                                  | 市町村名 | 市町村名 | 交差する場所         | 交差する場所       |
| --------------------------------------------- | -------- | -------- | -------------------- | ------------------ |
| 国道200号                                     | 嘉穂郡   | 桂川町   | 大字寿命（じゅめい） | 寿命交差点 / 起点  |
| 福岡県道444号豆田稲築線 重複区間起点          | 嘉穂郡   | 桂川町   | 大字土居             | 土居交差点         |
| 福岡県道444号豆田稲築線 重複区間終点          | 嘉穂郡   | 桂川町   | 大字土居             | 桂川町役場前交差点 |
| 福岡県道90号穂波嘉穂線 重複区間起点           | 嘉穂郡   | 桂川町   | 大字土師             |                    |
| 福岡県道90号穂波嘉穂線 重複区間終点           | 嘉穂郡   | 桂川町   | 大字土師             |                    |
| 福岡県道439号才田筑前内野停車場線             | 嘉穂郡   | 桂川町   | 大字内山田           |                    |
| 福岡県道438号白川桑曲線                       | 朝倉市   | 朝倉市   | 甘水（あもうず）     |                    |
| 国道322号 / バイパス 重複区間起点             | 朝倉市   | 朝倉市   | 秋月                 |                    |
| 国道322号 / バイパス 重複区間終点             | 朝倉市   | 朝倉市   | 秋月                 |                    |
| 国道322号 / 旧道 福岡県道80号甘木朝倉田主丸線 | 朝倉市   | 朝倉市   | 秋月                 | 終点               |

### 沿線
- スーパーセンタートライアル桂川店
- 桂川郵便局
- 桂川町役場
- 飯塚警察署 桂川交番
- 秋月郵便局

### 峠
- 白坂峠（嘉麻市 - 朝倉市）